# Acrotylus longipes
Acrotylus longipes je xerofilní a teplomilný druh sarančete z rodu Acrotylus obývající pobřežní a říční písečné duny ve Středozemním moři, od Kanárských ostrovů po Ukrajinu. Živí se bylinami a suchými částmi rostlin, popřípadě i trávou.

## Výskyt
Tento druh se vyskytuje především v severní polovině Afriky (Alžírsko, Maroko, Somálsko, Tunisko), Evropě (Albánie, Bulharsko, Černá Hora, Kréta, Maďarsko, Řecko, Rumunsko, Severní Makedonie, Slovensko, Srbsko, Ukrajina) a Asii (Írán, Pákistán, Saúdská Arábie).
Obývá hlavně oblasti s jemným pískem. Při nepříznivém počasí (například při bouři) se do písčité půdy zahrabává.